# 葛達·赫佛斯達特
葛達·赫佛斯達特（Gerda Hofstatter，1971年2月9日—），奧地利花式撞球職業選手，在國內安麗盃也算是頗受知名。封號“G-Force”。1995年奪得世界冠軍頭銜。

## 比賽成績
- 1995年世界女子花式撞球錦標賽冠軍
- 1997年WPBA國家錦標賽冠軍
- 1998年安麗盃世界女子花式撞球邀請賽亞軍
- 1998年WPBA國家錦標賽冠軍
- 1999年WPBA國家錦標賽冠軍
- 1999年Brunswick Billiards紐約經典賽冠軍
- 2000年美國BCA公開賽冠軍
- 2002年安麗盃世界女子花式撞球邀請賽亞軍
- 2008年安麗盃世界女子花式撞球錦標賽第17名
- 2009年安麗盃世界女子花式撞球錦標賽第5名
- 2010年安麗盃世界女子花式撞球錦標賽24強未晉級
- 2010年美國WPBA女子職業撞球冠軍

## 特殊事蹟
- 1995年奧地利年度最佳女運動員
- 10次歐洲錦標賽女子撞球冠軍頭銜
- 17次奧地利國家女子撞球冠軍